# Odontolabis dalmani celebensis
Odontolabis dalmani celebensis es una subespecie de coleóptero de la familia Lucanidae.

## Distribución geográfica
Habita en las islas Sangihe, islas Banggai, Wangi-Wangi y Célebes (Indonesia).